# Mia Martina
Ne doit pas être confondu avec Mia Martini.
Martine Johnson, mieux connue sous son nom de scène Mia Martina, est une chanteuse et compositrice canadienne.  Elle est connue pour ses tubes  Stereo Love, Burning, Latin Moon et  Beast. Martina a reçu les nominations aux prix Juno pour Stereo Love  et HeartBreaker, ainsi qu'un prix de la SOCAN en 2014 pour la co-rédaction de Burning.  

## Biographie
Martina a grandi à Saint-Ignace, au Nouveau-Brunswick. Elle parle couramment le français et l'anglais, son père a des racines françaises. À 18 ans, elle déménage à Ottawa pour étudier à l'Université Carleton. Pendant son séjour, elle voit une annonce pour un poste de stagiaire chez CP Music Group. Au bout d'un an, elle passe de la livraison de CD à des stations de radio et de l’administration de bureau à l'accompagnement d’autres artistes du label.

## Carrière musicale
Le premier single de Martina est une reprise d'Edward Maya et de Stereo Love de Vika Jigulina. Il a atteint le numéro 10 du classement Canadian Hot 100 publié par le magazine Billboard en novembre 2010.  À ce jour, Stereo Love a atteint le niveau de vente de disques de platine. Sa chanson a été nommée pour le titre de single de l'année 2011 par le Prix Juno de 2011.
À la fin de 2010, Don Omar a collaboré avec Martina pour publier une version remixée de Stereo Love. Le chanteur enchaîne avec Latin Moon (en) en mai 2011, une chanson qui a atteint les ventes d'or et qui a été rediffusée en français et en espagnol. Le single a également vu une quatrième édition mettant en vedette le chanteur Massari. La version originale a été nommée dans la catégorie danse / urbain / rythmique aux Canadian Radio Music Awards (en) de 2012.
Le premier album de Martina, Devotion, a été publié le 29 août 2011 et a atteint le numéro 77 dans le Canadian Albums Chart. L'album a été nommé pour l'enregistrement de danse de l'année aux Prix Juno de 2012, et l'enregistrement mondial de l'année aux East Coast Music Awards 2012. D'autres singles sont sortis de Devotion : Burning, Go Crazy (produit par Adrian Sina (en) du groupe Akcent) et Missing You.

### Albums
| Titre       | Détails | Meilleure place |
| Titre       | Détails | CAN             |
| ----------- | --- | --------------- |
| Devotion    | - Sortie : 29 août 2011 - Label: CP records (en), Universal Music Canada - Format: télechargement numérique, CD | 77              |
| Mia Martina | - Réalisé : 14 octobre 2014 - Label: CP Records, Universal Music Canada - Format: Digital download, CD          | -               |

### Singles
| Années | Titre                              | Meilleure place | Meilleure place | Meilleure place | Certifications   | Album       |
| Années | Titre                              | CAN             | US Dance        | RUS             | Certifications   | Album       |
| ------ | ---------------------------------- | --------------- | --------------- | --------------- | ---------------- | ----------- |
| 2010   | Stereo Love (avec Edward Maya)     | 10              | —               | —               | CAN: 2x Platinum | Devotion    |
| 2011   | Latin Moon                         | 30              | —               | —               | CAN: Gold        | Devotion    |
| 2012   | Burning                            | 25              | —               | 186             | CAN: Gold        | Devotion    |
| 2012   | Go Crazy (avec Adrian Sînă)        | —               | —               | —               |                  | Devotion    |
| 2012   | Missing You                        | —               | —               | 2               |                  | Devotion    |
| 2013   | HeartBreaker                       | 44              | 25              | —               | CAN: Gold        | Mia Martina |
| 2013   | La La...                           | 68              | 45              | 159             |                  | Mia Martina |
| 2013   | Danse (avec Dev)                   | 29              | 38              | —               | CAN: Gold        | Mia Martina |
| 2014   | HFH                                | 91              | —               | —               |                  | Mia Martina |
| 2014   | Beast (avec Waka Flocka Flame)     | 39              | —               | —               | CAN: Gold        | Mia Martina |
| 2014   | C'est zéro                         | —               | —               | 126             |                  | Mia Martina |
| 2017   | Sooner or Later' (avec Kent Jones) | —               | —               | —               |                  | TBA         |